# The Jesuit Relations and Allied Documents
The Jesuit Relations and Allied Documents (Die Jesuitenberichte und verwandte Dokumente) ist eine wissenschaftlich kommentierte Ausgabe mit bibliografischen Angaben und ausführlichem Index der Jesuitenberichte und verwandter Dokumente aus den Jahren 1610 bis 1791, die ursprünglich von Reuben Gold Thwaites zusammengestellt und bearbeitet wurde und von der Burrows Brothers Company, Cleveland, im späten 19. Jahrhundert veröffentlicht wurde. Die Originalwerke waren je nach Verfasser auf Französisch, Latein oder Italienisch geschrieben, die Ausgabe enthält zusätzlich die englischen Übersetzungen. Reuben Gold Thwaites (1853–1913) war ein US-amerikanischer Bibliothekar und historischer Schriftsteller, der Sekretär der Wisconsin Historical Society war. Er gab unter anderem die Original Journals of Lewis and Clark und andere Reiseberichte heraus.
Bis zum Editionsprojekt von Thwaites gab keine einzige einheitliche Ausgabe, in der die zahlreichen ursprünglichen Jesuitenberichte oder Jesuitenrelationen (frz. Relations des jésuites)  ins Englische übersetzt waren. Er übersetzte und vereinheitlichte und erstellte Querverweise. In den Jahren von 1896 bis 1901 stellten Thwaites und seine Mitarbeiter 73 Bände zusammen, darunter zwei Bände Indizes. Die Ausgabe enthält einen großen Teil des ethnographischen Materials. Unter den jesuitischen Autoren der Zeit befinden sich beispielsweise Paul Le Jeune, Jérôme Lalemant, Jean de Brébeuf, Paul Ragueneau und Pierre-François-Xavier de Charlevoix, sie berichten detailliert über die evangelistischen Bemühungen und die Schwierigkeiten der Missionare. Die Ausgabe enthielt viele andere Papiere, seltene Manuskripte und Briefe aus den Archiven der Gesellschaft Jesu, die eine Zeitspanne von der Gründung des Ordens bis 1791 umfassen.

Neufrankreich, um 1750

## Bandübersicht
- 1: Acadia: 1610 to 1613 Digitalisat
- 2: Acadia: 1612 to 1614 Digitalisat
- 3: Acadia: 1611 to 1616 Digitalisat
- 4: Québec: 1633 to 1634 Digitalisat
- 5: Québec: 1632 to 1633 Digitalisat
- 6: Québec: 1633 to 1634 Digitalisat
- 7: Québec Hurons Cape Breton 1634 to 1635 Digitalisat
- 8: Québec Hurons Cape Breton 1634 to 1635 Digitalisat
- 9: Québec 1636 Digitalisat
- 10: Hurons 1636 Digitalisat
- 11: Hurons Québec 1636 Digitalisat
- 12: Québec 1637 Digitalisat
- 13: Hurons 1637 Digitalisat
- 14: Hurons, Québec 1637 to 1638 Digitalisat
- 15: Hurons, Québec 1638 to 1639 Digitalisat
- 16: Québec Hurons 1639 Digitalisat
- 17: Hurons, Three Rivers 1639 to 1640 Digitalisat
- 18: Hurons, Québec 1640 Digitalisat
- 19: Québec Hurons 1640 Digitalisat
- 20: Hurons, Québec 1640 to 1641 Digitalisat
- 21: Québec, Hurons 1641 to 1642 Digitalisat
- 22: Québec Hurons 1642 Digitalisat
- 23: Hurons Québec Iroquois 1642 to 1643 Digitalisat
- 24: Lower Canada Iroquois 1642 to 1643 Digitalisat
- 25: Iroquois Hurons Québec 1642 to 1644 Digitalisat
- 26: Lower Canada Hurons 1642 to 1644 Digitalisat
- 27: Hurons Lower Canada 1642 to 1645 Digitalisat
- 28: Hurons Iroquois Lower Canada 1645 to 1646 Digitalisat
- 29: Iroquois, Lower Canada Hurons 1646 Digitalisat
- 30: Hurons, Lower Canada 1646 to 1647 Digitalisat
- 31: Iroquois Lower Canada Abenakis 1647 Digitalisat
- 32: Gaspé Hurons Lower Canada 1647 to 1648 Digitalisat
- 33: Lower Canada Algonkins Hurons 1648 to 1649 Digitalisat
- 34: Lower CanadaHurons1649 Digitalisat
- 35: Hurons, Lower Canada, Algonkins1659 Digitalisat
- 36: Lower Canada Abenakis 1650 to 1651 Digitalisat
- 37: Lower Canada Abenakis 651 to 1652 Digitalisat
- 38: Abenakis Lower Canada Hurons 1652 to 1653 Digitalisat
- 39: Hurons 1653 Digitalisat
- 40: Iroquois, Lower Canada 1653 Digitalisat
- 41: Lower Canada Iroquois 1654 to 1656 Digitalisat
- 42: Lower Canada Iroquois 1655 to 1656 Digitalisat
- 43: Lower Canada Iroquois 1656 to 1657 Digitalisat
- 44: Iroquois Lower Canada 1656 to 1657 Digitalisat
- 45: Lower Canada, Acadia, Iroquois, Ottawas 1659 to 1660Digitalisat
- 46: Lower Canada Ottawas Interior 1659 to 1661Digitalisat
- 47: Iroquois Lower Canada 1661 to 1663 Digitalisat
- 48: Lower Canada Ottawas 1662 to 1664 Digitalisat
- 49: Lower Canada Iroquois 1663 to 1665 Digitalisat
- 50: Lower Canada Iroquois Ottawas 1661 to 1667 Digitalisat
- 51: Ottawas Lower Canada Iroquois 1666 to 1668 Digitalisat
- 52: Lower Canada, Iroquois, Ottawas 1667 to 1669 Digitalisat
- 53: Lower Canada, Iroquois: 1669 to 1670 Digitalisat
- 54: Iroquois Ottawas Lower Canada 1669 to 1671 Digitalisat
- 55: Lower Canada Iroquois Ottawas 1670 to 1672 Digitalisat
- 56: Lower Canada Iroquois Ottawas1671 to 1672 Digitalisat
- 57: Ottawas Lower Canada Iroquois 1672 to 1673 Digitalisat
- 58: Ottawas Lower Canada Iroquois 1667 to 1669 Digitalisat
- 59: Lower Canada Illinois Ottawas 1667 to 1669 Digitalisat
- 60: Lower Canada Illinois Iroquois Ottawas 1675 to 1677 Digitalisat
- 61: All Missions 1677 to 1680 Digitalisat
- 62: Lower Canada Iroquois Ottawas 1681 to 1683 Digitalisat
- 63: Lower Canada Iroquois 1667 to 1687 Digitalisat
- 64: Ottowas Lower Canada Iroquois 1689 to 1695 Digitalisat
- 65: Lower Canada Iroquois 1667 to 1687 Digitalisat
- 66: Illinois, Louisiana, Iroquois, Lower Canada 1667 to 1669 Digitalisat
- 67: Lower Canada, Abenakis, Louisiana 1716 to 1727 Digitalisat
- 68: Lower Canada, Crees, Louisiana 1720 to 1736 Digitalisat
- 69: All Missions 1710 to 1756 Digitalisat
- 70: All Missions 1747 to 1764 Digitalisat
- 71 Lower Canada, Illinois 1759 to 1791 Digitalisat
- 72 Index A-J
- 73 Index J-Z[2]